# Tanguá
Tanguá is een gemeente in de Braziliaanse deelstaat Rio de Janeiro. De gemeente telt 30.531 inwoners (schatting 2009).